# Korenlei
Le Korenlei (prononcé en néerlandais : [ˈkoːrəlɛi̯] ;  en français Quai aux Grains) est un quai du centre-ville historique de Gand, en Belgique. Il est situé sur la rive gauche de la Lys, le quai sur la rive opposée de la Lys est le célèbre Graslei (ou Quai aux Herbes).

## Galerie

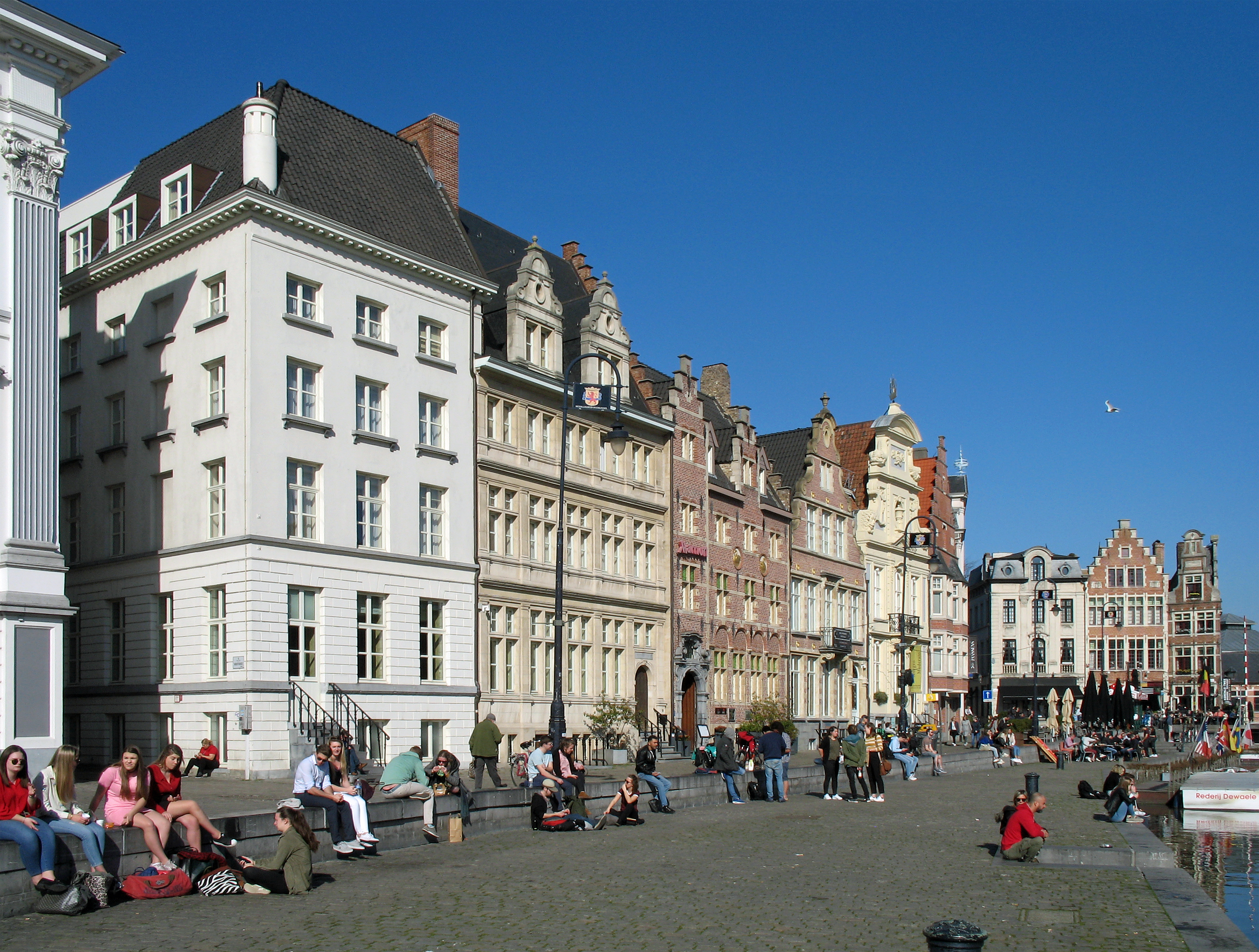
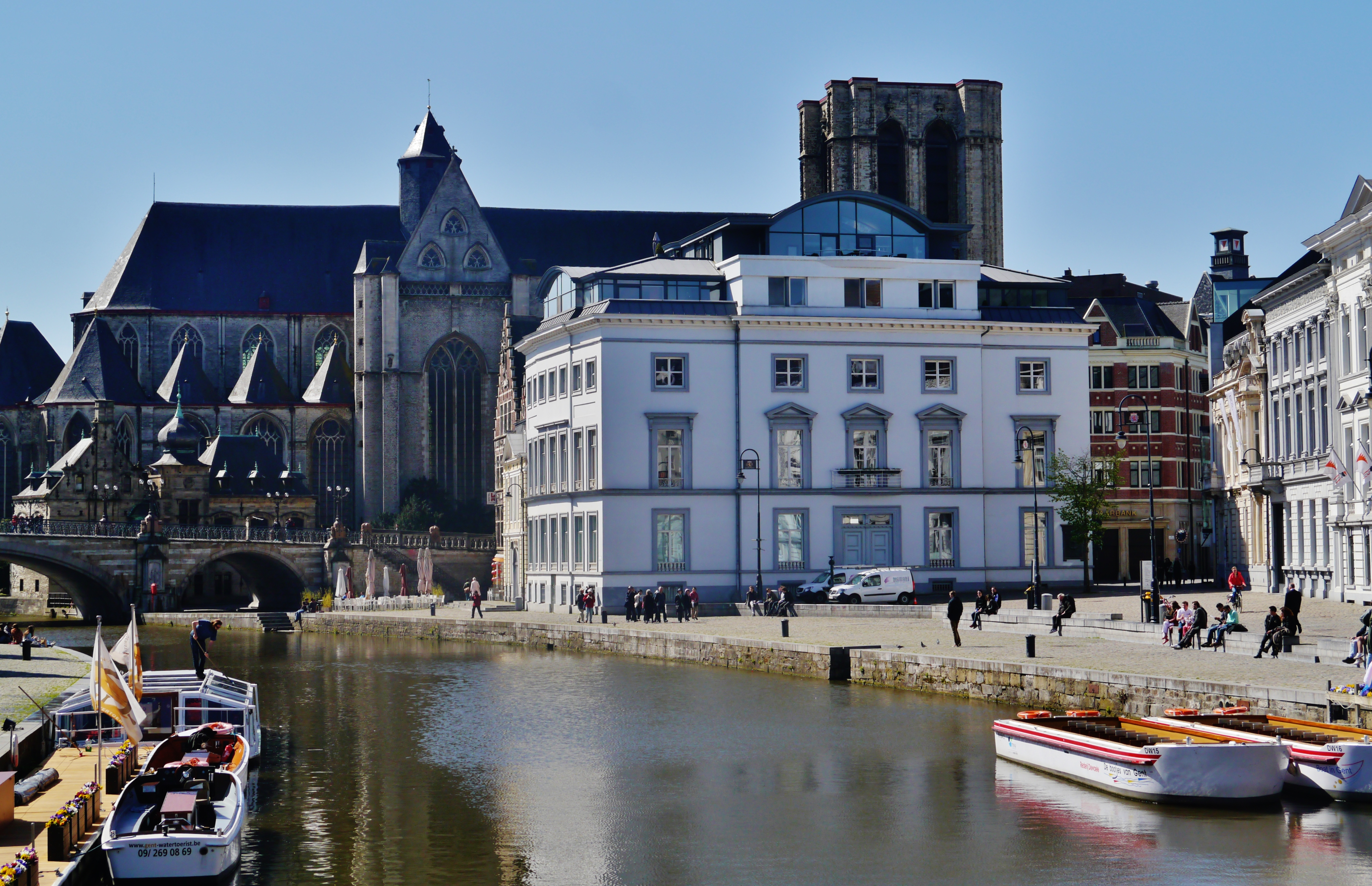
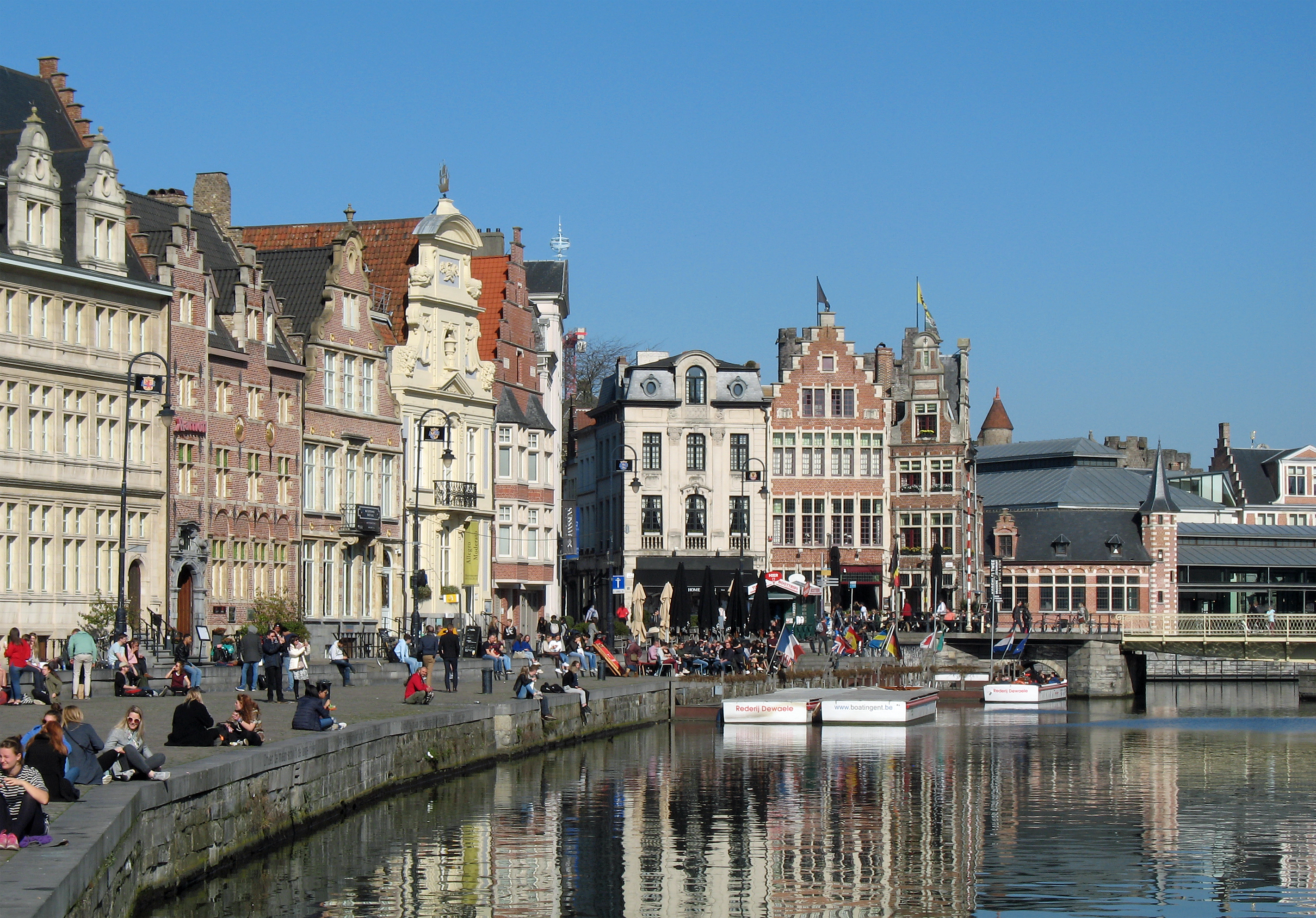
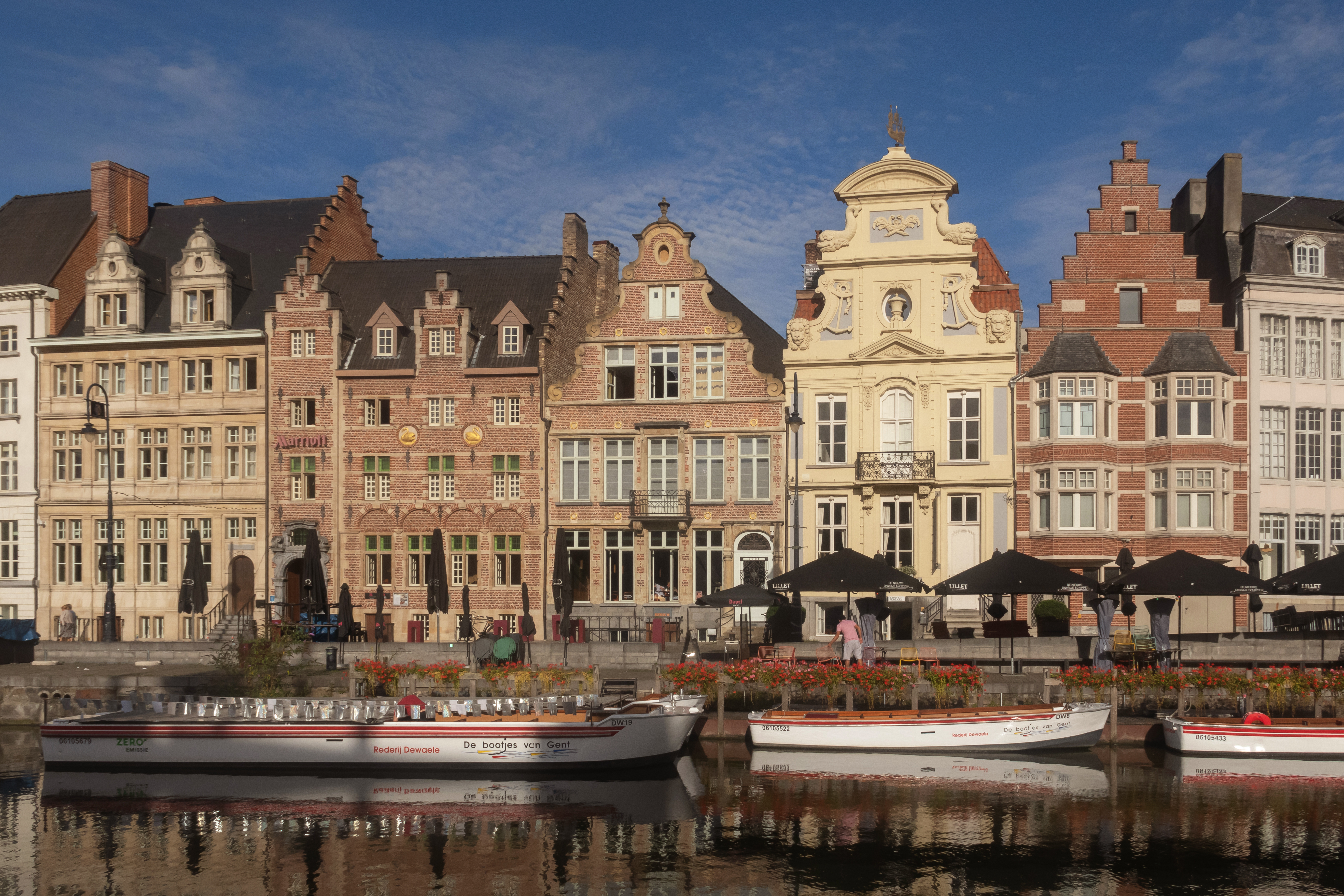

## Source de traduction
- (en) Cet article est partiellement ou en totalité issu de l’article de Wikipédia en anglais intitulé « Korenlei » (voir la liste des auteurs).